# Johann Gottlieb Schultz
Johann Gottlieb Schultz (ur. 30 listopada 1766, zm. 18 czerwca 1827 w Toruniu) – polski lekarz i botanik, założyciel Ogrodu Zoobotanicznego w Toruniu.
W 1797 zakupił w Toruniu folwark. Uporządkował istniejący drzewostan, wprowadził wiele cennych okazów roślin z różnych zakątków Europy. Doprowadził do powstania ogrodu botanicznego o cechach parku romantyczno-krajobrazowego z bogatym programem użytkowym. Urządził aleje, altany, dwór, mosty, posągi, ptaszarnię, śluzy, zegar słoneczny oraz typowe zabudowania gospodarcze wkomponowane w naturalny krajobraz. Zgodnie z jego ostatnią wolą pochowano go w grobowcu na terenie Ogrodu. Nie założył rodziny, a cały swój majątek zapisał w testamencie Królewskiemu Gimnazjum w Toruniu z przeznaczeniem na cele dydaktyczne.
W 1997 na terenie Ogrodu Zoobotanicznego odsłonięto pomnik Johanna Gottlieba Schultza w formie granitowego głazu narzutowego z brązową figurką ptaka – kosa, z napisem „Johannowi Gottliebowi Schultzowi 1766-1827 w 200-lecie założenia ogrodu – spadkobiercy idei i miłośnicy przyrody”. Pomnik został wykonany według projektu Krzysztofa Mazura.

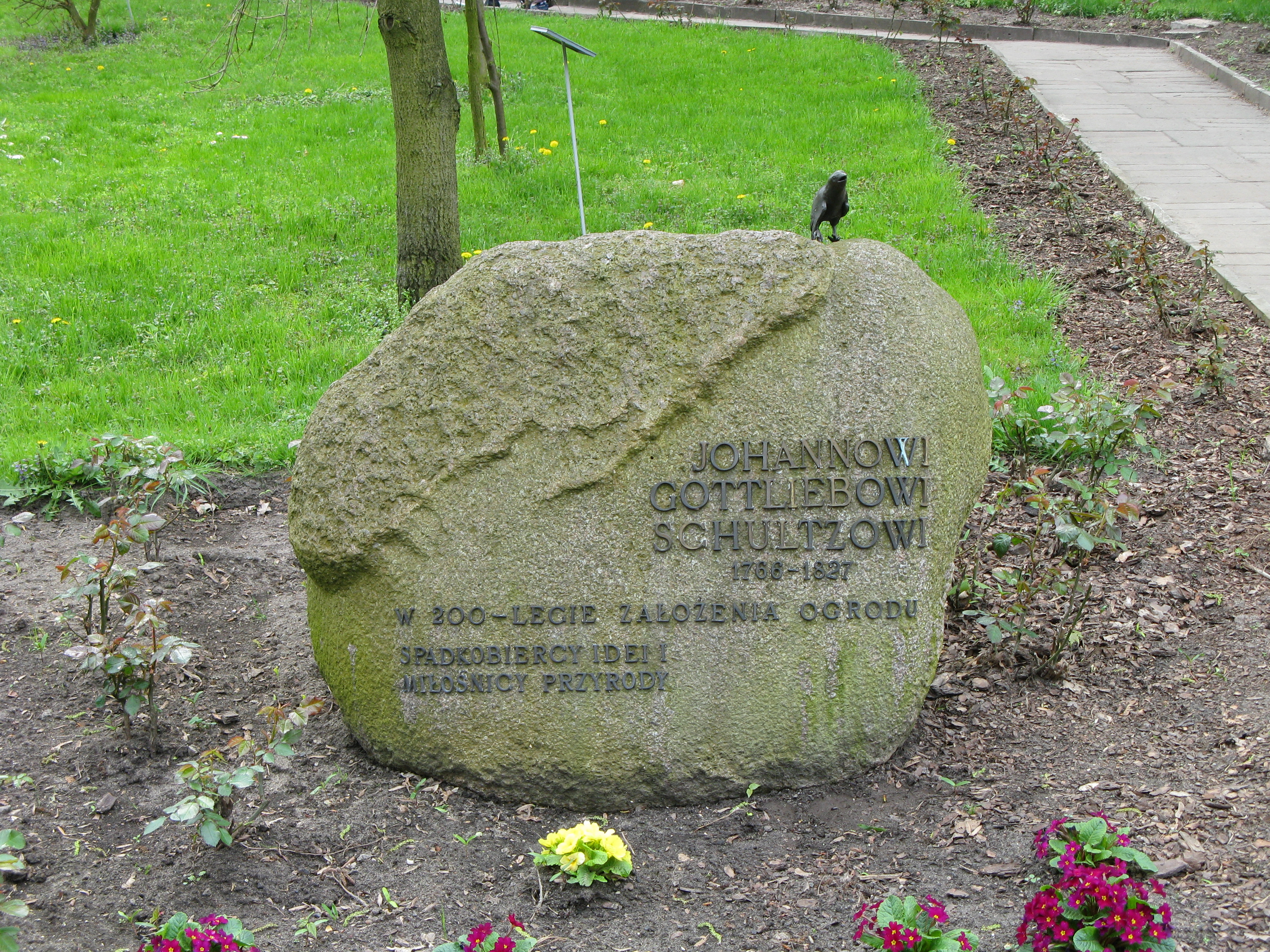
Kamień pamiątkowy upamiętniający Johanna Gottlieba Schultza – założyciela toruńskiego ogrodu zoobotanicznego